# HMS Chaser (1943)
USS Бретон (USS Breton) (CVE-10) — эскортный авианосец периода Второй мировой войны. Авианосец относился к эскортным авианосцам типа «Attacker» Он был заложен 28 июня 1941 года в городе Паскагула, (Миссисипи) судостроительной компанией Ingalls Shipbuilding. Корабль был принят в строй военно-морским флотом США 9 апреля 1943 года и одновременно передан по программе ленд-лиза Великобритании. В тот же день корабль был переименован в HMS Chaser (D32) (рус. «Преследователь») и принят Королевским военно-морским флотом. Chaser был назначен для сопровождения конвоев на арктических маршрутах и участвовал в затоплении подводных лодок U-472 4 марта 1944 года и U-366 и U-973 в следующие два дня.
После войны авианосец был возвращен в США 12 мая 1946 года, а 20 декабря 1946 года продан для коммерческого использования (после чего переименован в Aagtekerk).
3 декабря 1972 года корабль пострадал от серьёзного пожара. Вскоре после этого он был списан на металлолом.

## Конструкция и описание
Все авианосцы типа «Атакующий» были построены между 1941 и 1942 годами компаниями Ingalls Shipbuilding, Western Pipe & Steel, Seattle-Tacoma Shipbuilding Corporation shipyards и Seattle-Tacoma Shipbuilding Corpartion. Затем они были поставлены на условиях ленд-лиза Королевскому флоту. На кораблях было по 646 человек личного состава. В отличие от кораблей британской постройки, они были оборудованы современной прачечной и парикмахерской. Традиционные гамаки были заменены трехъярусными кроватями, по 18 в каюту, которые могли быть привязаны, чтобы обеспечить дополнительное пространство, когда они не используются.
Двигательная установка обеспечивалась двумя паровыми турбинами, соединенными с одним валом, дающими 8500 лошадиных сил (л. с.), которые могли двигать корабль со скоростью 17-18 узлов (31 км/ч; 20 миль в час).
Все эскортные авианосцы имели вместимость до 24 противолодочных или истребительных самолётов, например: британские Hawker Sea Hurricane, Supermarine Seafire и Fairey Swordfish, а также американские Grumman Wildcat, Vought F4U Corsair и Grumman Avenger. Точный состав авиагруппы зависел от поставленной перед авианосцем цели. Некоторые авианосцы были оснащены составными авиагруппами (из противолодочных самолётов и истребителей) для защиты конвоев, в то время как другие корабли, выполняющие роль ударных авианосцев, могли были быть оснащены только истребительной авиацией. Оборудование авианосца состояло из небольшого комбинированного мостика управления полетом по правому борту над полетной палубой, размером 450 на 120 футов (137 на 37 м), двух самолётных подъемников размером 42 на 34 фута (13 на 10 м) и девяти посадочных тросов. Самолёты размещались в ангаре размером 260 на 62 фута (79 на 19 м) под полетной палубой.
Вооружение кораблей было сосредоточено на противовоздушной обороне и состояло из двух 4-дюймовых зенитных орудий в одиночных креплениях, восьми 40-мм пушек «Бофорс» в спаренных креплениях и двадцать одной 20-мм зенитки «Эрликон» в одиночных или спаренных креплениях. на практике все корабли имели несколько отличающееся друг от друга вооружение.
Прежде чем какой-либо из этих кораблей поступал на вооружение Королевского флота, они отправились в сухой док Баррад в Британской Колумбии для модификации. Эти изменения, были оплачены канадским правительством. В дальнейшем компанией Caledon Shipbuilding & Engineering Company было проведено переоборудование эскортных авианосцев в ударные. Изменения включали в себя установку более 100 телефонов корабельной сети, также был установлены новый брифинг-зал и построены дополнительные каюты, обеспечивающие дополнительные 140 коек. Авианосцы также были приспособлены для второстепенной роли, а именно обеспечения нефтью и провизией сопровождающих их эсминцев. Заправка топливом могла быть длительным процессом и производилась на ходу.